# Daniel Marot fils
Pour les articles homonymes, voir Marot.
Daniel Marot fils (Londres, 16 juin 1695 - La Haye, 14 mai 1769) est un dessinateur, peintre et aquarelliste néerlandais.

## Biographie

### Famille et jeunesse
Daniel  est le fils de l'architecte Daniel Marot, qui a fui le royaume de France après l'édit de Nantes. Il naît à Londres, alors que son père y séjourne à la demande de Guillaume III d'Orange-Nassau, pour travailler au Château de Hampton Court. Son baptême a lieu dans une église huguenote de Leicester Fields, où sa mère Catharina Maria Gole est mentionnée dans le registre des baptêmes comme « Catherine Gaulle ». Après être resté à Londres jusqu'en 1697 environ, il grandit dans une maison du côté sud du quartier de Westeinde à La Haye, après quoi la famille déménage vers 1705 dans une deuxième maison, également achetée en 1699, située Sint Antoniesbreestraat à Amsterdam, la ville où vit la famille de Catharina Maria Gole. En 1720, il retourne à La Haye avec son père. Il y devient membre de la guilde des artistes Confrérie Pictura en 1723.

### Œuvre
Jusqu'à la mort de son père en 1752, Marot fils n'a pas une production conséquente; il s'occupe de son père et se promène souvent avec lui dans la ville. Les sujets des œuvres de Marot sont des scènes de genre, des paysages arcadiens, des scènes animales ou architecturales, des paysages urbains, des intérieurs et des natures mortes. Il est difficile de déterminer exactement quelles œuvres sont les siennes, car outre son père, ses proches Isaac, Jacob et Emanuel Marot sont également artistes et il y a parfois collaboration au sein de la famille. Sa dernière œuvre connue date de 1764 : une grisaille de cheminée dans un hôtel particulier au 20 Prinsessegracht à La Haye. En février de la même année, il s’achète une maison dans le Proveniershuis aan het Zieken, qui avait servi de léproserie jusqu'au milieu du XVIe siècle. Il y passe les dernières années de sa vie, jusqu'à sa mort à l'âge de 75 ans, en mai 1769. Il ne s'est jamais marié, et on ne lui connaît pas d'enfants.

## Galerie

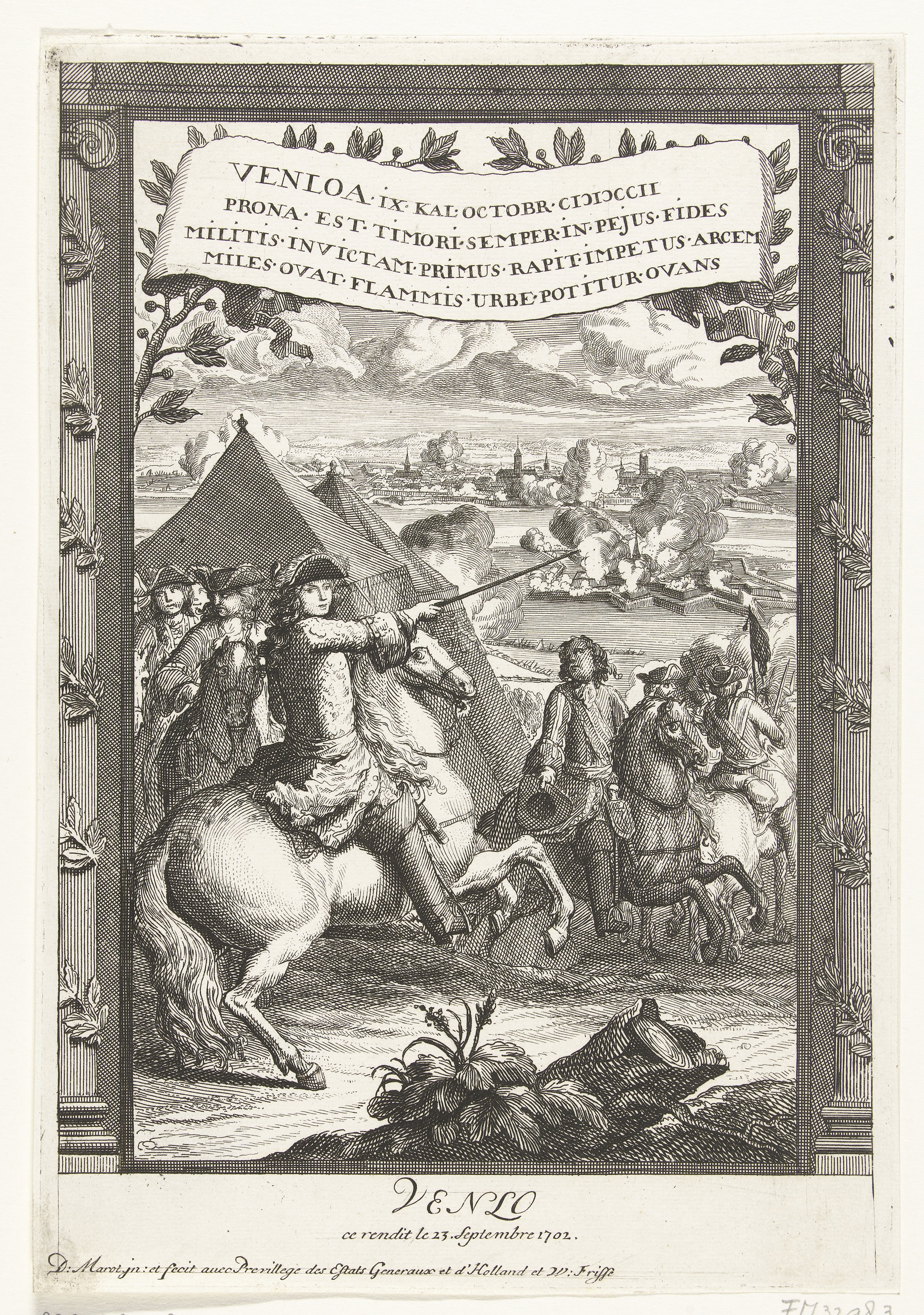
Prise de Venlo en 1702 (1752).
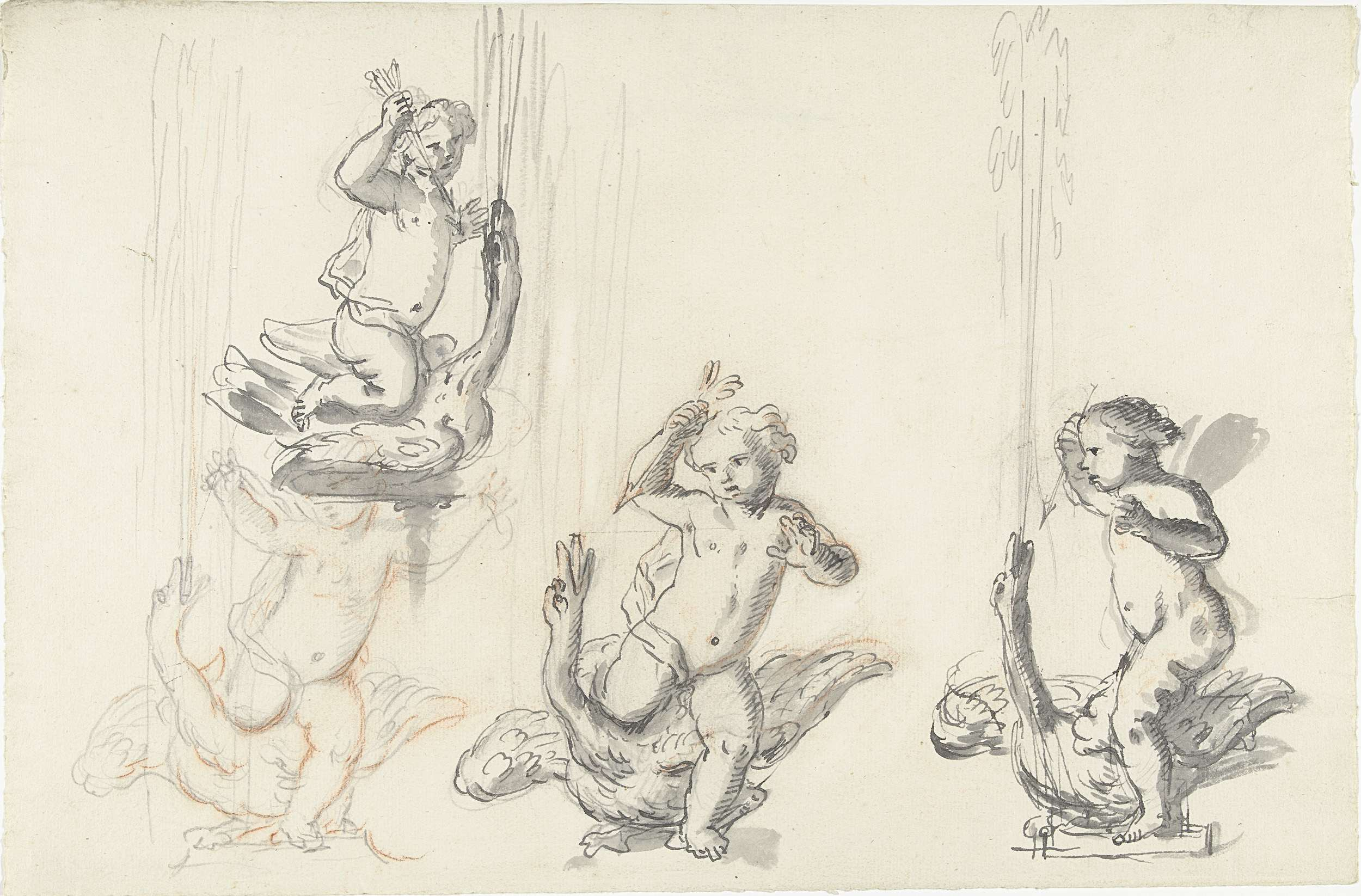
Projet pour une fontaine : Cupidon et un cygne.
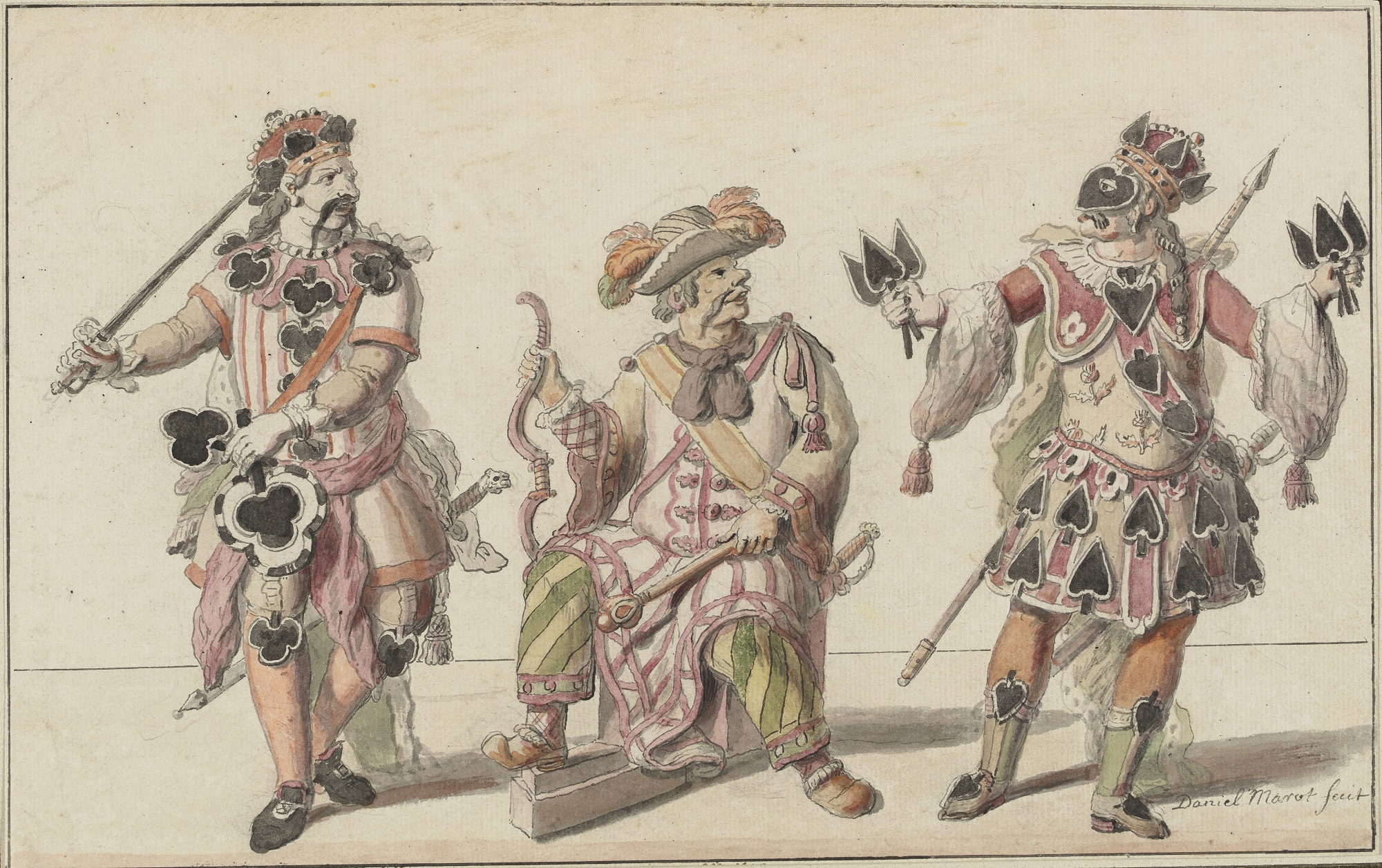
Trois personnages en costumes de scène.